# Ihi
| M17 | V28 | M17 | M17 | A40 |

| M17 | V28 | M17 | M17 | A40 |

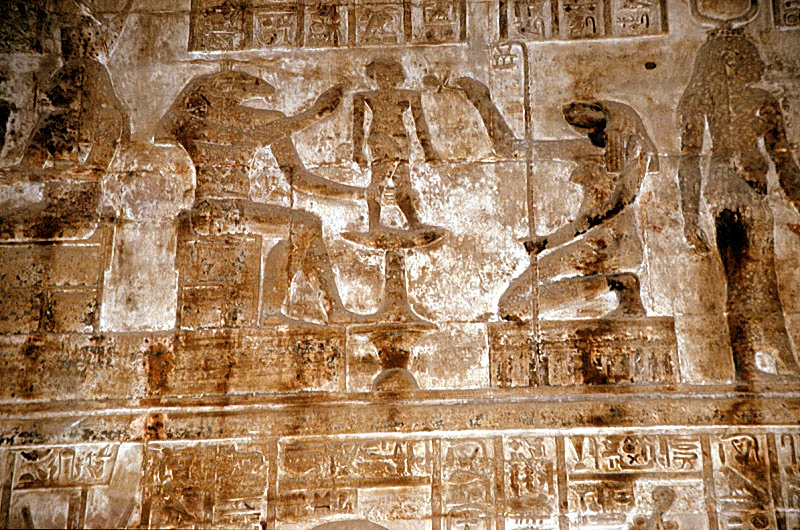
Bůh Chnum a bohyně Heket vytvářejí boha Ihi

Ihi (též Ihej) byl staroegyptský bůh hry na sistrum. Jeho jméno může znamenat „hráč na sistrum“ nebo „tele“, což je odkaz na jeho matku – bohyni lásky, krásy a radosti Hathor, která byla často zobrazována v podobě krávy. Za jeho otce je považován Hor. Byl uctíván stejně jako jeho rodiče v Dendeře.